# Christian Robert
Pour les articles homonymes, voir Robert.
Christian Robert est un universitaire français né le  9 septembre 1961 et spécialiste de la statistique bayésienne et des méthodes de Monte Carlo. Il est actuellement professeur à l'université Paris-Dauphine (depuis 2000) et à l'université de Warwick (depuis 2013).

## Contributions scientifiques
Les contributions scientifiques de Christian Robert concernent en premier lieu la statistique bayésienne où il obtient des résultats nouveaux en théorie de la décision et en méthodologie, en particulier sur les méthodes dites objectives ou non informatives, avec une attention particulière portée aux fondements de cette approche statistique,. Son travail sur les tests et le choix de modèles est tout particulièrement novateur. Son second domaine de recherche porte sur les méthodes de calcul par simulation, avec des contributions majeures en techniques de Monte-Carlo, Monte-Carlo par chaînes de Markov (MCMC), et algorithmes ABC (Approximate Bayesian Computation (en)). Il a été l'un des précurseurs dans ces deux derniers domaines, développant des techniques fondées sur le théorème de Rao-Blackwell pour améliorer l'efficacité des algorithmes MCMC et établissant les bases statistiques des méthodes ABC surtout dans le cadre du choix de modèles.
Ces travaux sont reflétés dans de nombreux articles scientifiques et dans deux ouvrages de référence, The Bayesian Choice (1996, 2001, 2007) et Monte Carlo Statistical Methods (1998, 2004), écrit avec George Casella.

## Livres
- (en) Jean-Michel Marin et Christian Robert, Bayesian Essentials with R, Springer-Verlag, coll. « Springer Texts in Statistics », 2013, 2e éd., 296 p. (ISBN 978-1-4614-8686-2)
- (en) Jean-Michel Marin et Christian Robert, Bayesian Core, New York, Springer-Verlag, coll. « Springer Texts in Statistics », 2007, 255 p. (ISBN 978-0-387-38979-0, lire en ligne)
- (en) Christian Robert et George Casella, Introducing Monte Carlo Methods with R, Springer-Verlag, coll. « Use R! Series », 2007, 283 p. (ISBN 978-1-4419-1575-7, lire en ligne)
- (en) Christian Robert et George Casella, Monte Carlo Statistical Methods, Springer-Verlag, coll. « Springer Texts in Statistics », 2004, 649 p. (ISBN 978-1-4419-1939-7)
- (en) Christian Robert, The Bayesian Choice, Springer-Verlag, coll. « Springer Texts in Statistics », 2001, 2e éd., 606 p. (ISBN 978-0-387-71598-8, lire en ligne)

## Prix et distinctions
- Prix du Statisticien d'Expression Française 1995 de la Société de statistique de Paris[réf. souhaitée]
- Compagnon (fellow) de l'Institute of Mathematical Statistics (IMS) depuis 1996
- Compagnon (fellow) de la Royal Statistical Society (RSS) depuis 1998
- Lauréat du DeGroot Prize 2003[11] de l'International Society for Bayesian Analysis pour The Bayesian Choice
- Institute of Mathematical Statistics Medallion Lecturer 2005[12]
- Éditeur en chef du Journal of the Royal Statistical Society (Series B) de 2006 à 2009
- Président de l'International Society for Bayesian Analysis (ISBA) en 2008
- Membre sénior de l'Institut Universitaire de France
- Compagnon (fellow) de l'American Statistical Association (ASA) depuis 2012
- AMSI (Australian Mathematical Sciences Institute) Lecturer, juillet-août 2012
- Compagnon (fellow) de l'International Society for Bayesian Analysis depuis 2014